# Jelmer Gussinklo
Jelmer Gussinklo (IJzerlo, 14 januari 1982) is een Nederlandse radiopresentator. Hij is als sidekick te horen op NPO 3FM in het programma Barend & Benner. Daarvoor was hij te horen in diverse radioprogramma's, waaronder in die van Rob Stenders op NPO 3FM.

## Radiocarrière
Gussinklo begon als radiotechnicus voor het facilitaire bedrijf NOB. Toen Rob Stenders verhuisde van 3FM naar Yorin FM, nam hij Gussinklo mee. Die verscheen toen regelmatig op de radio. Hij maakte onder andere een Achterhoekse parodie op het nummer Watskeburt?! van De Jeugd van Tegenwoordig. Ook was hij te horen als sidekick in het radioprogramma van Henk Westbroek.
Vanaf april 2006 werkte hij als sidekick voor de radiozender Caz! in het programma Môgge Caz!. Eind juni 2007 vertrok Gussinklo weer bij Caz! om producer te worden van het programma Stenders Eetvermaak van Rob Stenders op 3FM. Vanaf september 2010 was Gussinklo ook te horen in de radioprogramma's RobRadio: Stenders vrimibo en Stenders Late Vermaak van Stenders voor PowNed op 3FM.
Van juli 2015 tot eind 2016 verzorgde hij de productie voor het radioprogramma Wout2Day van Wouter van der Goes op NPO Radio 2. Hierna ging hij aan de slag bij Frank van Frank van der Lende op NPO 3FM. 
In de zomers van 2017 en 2018 was Gussinklo te horen als 'razende reporter' en sidekick in het programma Evers staat op toen Evers werd vervangen door Frank Dane. Ook was hij producer bij De Frank en Vrijdag Show. Van januari 2019 t/m december 2021 was hij sidekick van Frank Dane in De 538 Ochtendshow met Frank Dane. 
Vanaf oktober 2022 is Gussinklo producer en sidekick op NPO 3FM van Barend van Deelen en Nellie Benner in de middagshow Barend & Benner.

## Singleparodieën
In december 2007 ging Gussinklo samen met Leon Polman de strijd aan om zo veel mogelijk 'zelfgemaakte' singles te verkopen voor het goede doel. Het liedje Dom, lomp en famous werd omgetoverd tot Klein, stoer en boer en Aye van Dio met Sef werd Boerûh.
In 2010 maakte Gussinklo voor het programma Stenders Eetvermaak een serie 'kookplaten', waarin de tekst van bekende hits vervangen werd door een recept. Gussinklo vermaakte zo de volgende nummers tot recepten:
- U Can't Touch This (MC Hammer) - Tosti's
- Bohemian Rhapsody (Queen) - Rijsttafel (in het bijzonder loempia's)
- Macarena (Los del Río) - Macaroni
- Umbrella (The Baseballs) - Bruschetta met mozzarella
- Live and Let Die (Paul McCartney and Wings) - Leverpastei
- Enter Sandman (Metallica) - Zandkoek
- Thong Song (Sisqó) - Tong
- La Bamba (Los Lobos) - Lasagne
- Alors on danse (Stromae) - Gebraden Gans
- Ice Ice Baby (Vanilla Ice) - Baileys met ijs
- Gives You Hell (The All-American Rejects) - Frikandel
- We No Speak Americano (Yolanda Be Cool) - Chili con carne

In februari 2012 maakt Gussinklo samen met Jojanneke van den Berge met Ik Mis Mijn Poesje een parodie op Dedication to My Ex (Miss That) van Lloyd. In mei 2012 maakte Jelmer Gussinklo, ter gelegenheid van het EK voetbal 2012, samen met het RobRadio team met Rob Stenders en Fred Siebelink en een groot deel van de PowNed redactie het lied "Oranje Wordt De Kampioen" op de melodie van Lion in the Morning Sun van Will and the People.

## Trivia
- In januari 2006 ging Gussinklo als streaker het veld op tijdens de wedstrijd Sparta-NEC.
- Gussinklo heeft een Nederlands-Oostenrijkse vriendin met wie hij eerder heeft samengewerkt bij NPO 3FM.
- Gussinklo heeft een grote passie voor paarden.